# Historienzyklus
Der Historienzyklus ist ein von Wilhelm IV. von Bayern und seiner Gattin Maria Jakobäa von Baden in Auftrag gegebener Gemäldezyklus mit biblischen, historischen antiken Bildthemen und solchen der Heiligenlegenden. Die Gemälde waren wahrscheinlich für ein Gebäude im Münchener Residenzgarten bestimmt.
Die datierten Gemälde umfassen den Zeitraum zwischen 1528 und 1540. Viele der Gemälde tragen das bayerische Wappen Wilhelms IV., einige auch das badische seiner Gattin Jakobäa von Baden.
Die Gemälde zeigen heroische Taten von Männern und Frauen der Vergangenheit. Diejenigen der Männer sind im Hochformat gehalten, diejenigen der Frauen im Querformat.
| Bild | Künstler                  | Titel                                                                             | Datum     | Aktueller Ort                     | Zeitpunkt des Bildthemas |
| ---- | ------------------------- | --------------------------------------------------------------------------------- | --------- | --------------------------------- | ------------------------ |
|      | Hans Burgkmair der Ältere | Geschichte der Esther                                                             | 1528      | Alte Pinakothek, 689              | biblisch                 |
|      | Jörg Breu der Ältere      | Selbstmord der Lucretia                                                           | 1528      | Alte Pinakothek, 7969             | um 510 v. Chr.           |
|      | Albrecht Altdorfer        | Die Alexanderschlacht                                                             | 1529      | Alte Pinakothek, 688              | 333 v. Chr.              |
|      | Barthel Beham             | Kreuzauffindung der hl. Helena                                                    | 1529      | Alte Pinakothek, 684              | 330 n. Chr.              |
|      | Hans Burgkmair der Ältere | Die Niederlage der Römer durch die Karthager in der Schlacht bei Cannae           | 1529      | Alte Pinakothek, 5328             | 216 v. Chr.              |
|      | Melchior Feselen          | Cloelia vor Porsenna                                                              | 1529      | Alte Pinakothek, 13               | 507 v. Chr.              |
|      | Jörg Breu der Ältere      | Der Sieg des P. Cornelius Scipio über Hannibal in der Schlacht bei Zama           | um 1530   | Alte Pinakothek, 8                | 202 v. Chr.              |
|      | Melchior Feselen          | Belagerung der Stadt Alesia durch Julius Caesar und der Kampf gegen Vercingetorix | 1533      | Alte Pinakothek, 686              | 52 v. Chr.               |
|      | Abraham Schöpfer          | Mucius Scaevola vor Porsenna                                                      | 1533      | Stockholm, Nationalmuseum, NM 295 | 508 v. Chr.              |
|      | Hans Schöpfer             | Geschichte der Verginia                                                           | um 1535   | Alte Pinakothek, 13099            | 450 v. Chr.              |
|      | Ludwig Refinger           | Horatius Cocles verteidigt die Tiberbrücke                                        | 1537      | Stockholm, Nationalmuseum, NM 294 | 508 v. Chr.              |
|      | Ludwig Refinger           | Marcus Curtius opfert sich für das römische Volk                                  | 1540      | Alte Pinakothek, 687              | 362 v. Chr.              |
|      | Hans Schöpfer             | Geschichte der Susanna                                                            | unbekannt | Alte Pinakothek, 7775             | biblisch                 |
|      | Ludwig Refinger           | Titus Manlius Torquatus besiegt den Gallier                                       |           | Stockholm, Nationalmuseum, NM 296 | um 360 v. Chr.           |